# NGC 6301
NGC 6301 је спирална галаксија у сазвежђу Херкул која се налази на NGC листи објеката дубоког неба.
Деклинација објекта је + 42° 20' 21" а ректасцензија 17h 8m 32,7s. Привидна величина (магнитуда) објекта NGC 6301 износи 13,5 а фотографска магнитуда 14,2. NGC 6301 је још познат и под ознакама IC 4643, UGC 10723, MCG 7-35-34, CGCG 225-49, IRAS 17069+4224, PGC 59681.